# Agnostelater
Agnostelater là một chi bọ cánh cứng trong họ 
Elateridae.
Chi này được Costa miêu tả khoa học năm 1975.

## Các loài
Chi này có các loài:
- Agnostelater mesochrous (Germar, 1843)